# 林僧兰属
林僧兰属（学名：Adenochilus），通常被称为侏儒兰（gnome orchid），是兰科的一个属，共有两个物种，一种是新西兰特有的，另一种是澳大利亚特有的。这两个物种都有一个长的、水平的、地下根茎，花茎上有一片叶子，还有一朵倒置（resupinate）的花，它的背萼片在唇瓣和花柱上形成一个罩子。

## 描述
林僧兰属的是陆生、多年生、落叶、合轴分枝的草本植物，具有细长、水平的地下根茎和长在茎上或附着在花茎上的单叶。当存在时，在花茎的末端有一朵倒置的花。背萼片是游离的并在唇瓣和圆柱上形成一个罩子。侧萼片和花瓣相互独立，比背萼片长且窄，并且分开很远。唇瓣也是游离的，通过短柄或“爪”附着在柱子的底部。唇瓣是弯曲的，中央有一条狭窄的黄色愈伤组织带。

## 分类
在1853年，约瑟夫·道尔顿·胡克首次正式描述了林僧兰属，该描述发表在《新西兰植物》（Flora Novae-Zelandiae）上。胡克在同一出版物中描述了林僧兰（A. gracilis），使其成为本属的模式种。Adenochilus这个名字来源于古希腊语单词aden，意思是“腺体”:69和cheilos，意思是“唇瓣”，:200指的是这两个物种的唇瓣愈伤组织。

## 分布和栖息地
- 林僧兰（Adenochilus gracilis）广泛分布于新西兰，通常生长在南青冈树下的深落叶层中，有时也生长在湿地附近。它分布于北岛和南岛以及斯图尔特岛和查塔姆岛。[9][10]

- 澳洲林僧兰（Adenochilus nortonii）在新南威尔士州有限分布，生长在海拔400－1,000米的蓝山、巴灵顿山顶（Barrington tops）和观景台（Point Lookout）地区，常生长在Nothofagus moorei（英语俗称南极南青冈）下。[3][11]